# 後悔
| ウィキペディアには「後悔」という見出しの百科事典記事はありません（タイトルに「後悔」を含むページの一覧/「後悔」で始まるページの一覧）。 代わりにウィクショナリーのページ「後悔」が役に立つかもしれません。 |